# Grand Prix de Denain 2010
La 51e édition du Grand Prix de Denain a eu lieu le jeudi 15 avril 2010. Il s'agit de la sixième épreuve de la Coupe de France de cyclisme sur route 2010.

## Présentation

### Favoris
Les favoris au départ de ce Grand Prix de Denain étaient les Français Jimmy Casper, Romain Feillu, Sébastien Chavanel voir le local Denis Flahaut. Nous pouvons ajouter à cette liste Yauheni Hutarovich, Denis Galimzyanov, le très en jambes Jens Keukeleire ou encore Niko Eeckhout.

## Classement final
|    | Coureur            | Pays        | Équipe                       |    | Temps           |
| -- | ------------------ | ----------- | ---------------------------- | -- | --------------- |
| 1  | Denis Flahaut      | France      | ISD Continental              | en | 4 h 30 min 45 s |
| 2  | Florian Vachon     | France      | Bretagne-Schuller            | +  | m.t             |
| 3  | Enrico Rossi       | Italie      | Ceramica Flaminia            |    | m.t             |
| 4  | Denis Galimzyanov  | Russie      | Katusha                      |    | m.t             |
| 5  | Daniele Colli      | Italie      | Ceramica Flaminia            |    | m.t             |
| 6  | Sébastien Chavanel | France      | Française des jeux           |    | m.t             |
| 7  | Yauheni Hutarovich | Biélorussie | Française des jeux           |    | m.t             |
| 8  | Jimmy Casper       | France      | Saur-Sojasun                 |    | m.t             |
| 9  | Thomas Fothen      | Allemagne   | Milram                       |    | m.t             |
| 10 | Kris Boeckmans     | Belgique    | Topsport Vlaanderen-Mercator |    | m.t             |